# Claudine Jennings
Claudine Jennings (22 de mayo de 1980) es una deportista británica que compitió en tiro con arco, en la modalidad de arco compuesto. Ganó una medalla de bronce en el Campeonato Europeo de Tiro con Arco en Sala de 2013, en la prueba por equipo.

## Palmarés internacional
| Campeonato Europeo al Aire Libre | Campeonato Europeo al Aire Libre | Campeonato Europeo al Aire Libre | Campeonato Europeo al Aire Libre |
| Año                              | Lugar                            | Medalla                          | Prueba                           |
| -------------------------------- | -------------------------------- | -------------------------------- | -------------------------------- |
| 2013                             | Rzeszów (Polonia)                | Medalla de bronce                | Equipo                           |